# Sollefteå
Sollefteå ist eine Stadt in der schwedischen Provinz Västernorrlands län und der historischen Provinz Ångermanland. Sollefteå liegt nördlich von Sundsvall am Ångermanälven und ist Hauptort der gleichnamigen Gemeinde.

## Geschichte
Erstmals wurde Sollefteå in den 1270er-Jahren erwähnt. 1602 wurde ein Marktplatz angelegt, und Sollefteå entwickelte sich zu einem wichtigen Handelsort. Im 17. Jahrhundert wurden mehrere Sägewerke gegründet und im 18. Jahrhundert Eisenwerke. Ende des 19. Jahrhunderts wurden zwar die Eisenwerke stillgelegt, aber Sollefteå entwickelte sich zu einer wichtigen Garnisonsstadt. Sollefteå wurde 1902 Minderstadt (köping) und bekam 1917 die Stadtrechte verliehen. Im Jahr 2000 wurde die Garnison aufgelöst.
2015 wurde vom Statistiska centralbyrån der links (nördlich) des Flusses gelegene kleinere Teil der Stadt als eigenständiger Tätort Sollefteå norra („Sollefteå Nord“) ausgegliedert. Er umfasst die historischen Ortsteile Pettersborg, Remsle, Remslemon und Skedomsmon (die Namen letzterer beziehen sich auf die sich unmittelbar nördlich erhebenden Berge Remsleberget und Skedomsberget).

## Sehenswürdigkeiten
Im Zentrum liegt das vom Architekten Helgo Zettervall entworfene Gerichtsgebäude (tingshuset) im Stil der schwedischen Nationalromantik. Auch die aufgelassene Kaserne des Regiments T3 von Erik Josephson ist heute denkmalgeschützt.
Beim Sendemast Multrå ist die 1988 in Folge von Vereisung herabgestürzte Spitze ausgestellt – ein Denkmal, welches die Kräfte der Natur veranschaulicht.

## Sport
In Sollefteå befindet sich die aus mehreren Skisprungschanzen bestehende Schanzenanlage Hallstabacken.
Sollefteå war Austragungsort der Nordischen Skiweltmeisterschaften 1934.

## Söhne und Töchter der Stadt
- Laura Fitinghoff (1848–1908), Schriftstellerin
- Åke Fridh (1918–1997), Altphilologe
- Ingrid Thulin (1926–2004), Schauspielerin
- Ulf Eriksson (* 1942), Fußballschiedsrichter
- Per Svensson (1943–2020), Ringer
- Rune Lindström (* 1944), Skirennläufer
- Sven O. Kullander (* 1952), Ichthyologe
- Mona Sahlin (* 1957), Politikerin
- Marie-Helene Östlund (* 1966), Langläuferin
- Madelein Svensson (* 1969), Geherin
- Mattias Timander (* 1974), Eishockeyspieler
- Johan Nyström (* 1975), Schwimmer
- Per Svartvadet (* 1975), Eishockeyspieler
- Therése Sjölander (* 1981), Eishockeyspielerin
- Magnus Jonsson (* 1982), Biathlet
- Emma Johansson (* 1983), Radrennfahrerin
- Robin Bryntesson (* 1985), Langläufer
- Ingela Andersson (* 1991), Biathletin
- Elin Mohlin (* 1991), Skilangläuferin
- Tilda Johansson (* 1999), Biathletin
- Frida Karlsson (* 1999), Skilangläuferin